# Jazz Samba
Jazz Samba é um álbum de jazz e bossa nova do saxofonista Stan Getz e do guitarrista Charlie Byrd. Lançado em 1962, foi o primeiro disco de destaque a apresentar a bossa nova à música popular americana.[carece de fontes?]
Vendeu um milhão de cópias rapidamente. A versão de Getz e Byrd para "Desafinado" (Tom Jobim/Newton Mendonça) permaneceu setenta semanas nas paradas de sucesso da Billboard naquele ano.